# ハローキティといっしょ! ブロッククラッシュ123!!
『ハローキティといっしょ! ブロッククラッシュ123!!』は、2010年7月15日にドラスより発売されたPlayStation Portable用ソフト。ジャンルはブロックくずし。

## 概要
人気イラストレーターがキティちゃんをこよなく愛するキャラクター「超キティラー」を描くというサンリオウェーブの企画「ハローキティといっしょ!」を商品化したブロックくずしゲーム。各キャラクターステージをクリア後にアクセサリーイラストが手に入り、それらを組み合わせて時計付きカレンダーを作ることができる。
続編のPlayStation Vita用ソフト『ハローキティといっしょ! ブロッククラッシュV』が2012年6月7日に発売され、ニンテンドー3DS版が『ハローキティといっしょ! ブロッククラッシュZ』のタイトルで2012年10月11日発売された。

## ゲーム内容
全10キャラクター。1キャラクター12面。全ステージクリアでEXステージ3ステージがプレイ可能となる。ステージをクリアすると次のステージプレイが可能となる。
ステージ背景はキャライラストが12分割されており1ステージクリアするごとに、色が付く仕様になっている。
ただブロックの配置が違うだけのゲームではなくキャラクター毎にイメージに沿ったステージコンセプトが凝らされている課題クリア型のゲームである。
各キャラのステージをオールクリアする度にクロック＆カレンダー機能で使用可能なアクセサリーが入手出来る。
オプション機能はSEとBGMを3段階調整可能というシンプルな物である。反面、他のゲームではオプション機能に存在するステージセレクト機能がゲームデザインそのものに組み込まれており、スコアを含め完全に1ステージ単位で独立した設計となっている。そのため、ゲームオーバーにデメリットが無い。
ブロックくずしにおける課題である同じ動きを繰り返しいつまでも終わらない永久パターンは発生し難く、スタートボタンを押せばステージをやり直す事が出来る。万が一はまりが起こった場合は一定時間経過でクリア扱いとなる。
永久パターンを考慮してかボールがブロックの角に当たり水平方向に反射した場合、反射角にバイアスがかかるようになっている。
位置依存のバーのボール反射では画面端で反射した時に常に同じ角度の反射になり永久パターンが発生するなど弊害があったが、このゲームはバーアクションによって垂直方向、水平方向へ角度を変えられる仕様である。
ゲームの主題歌はSF-A2開発コードmikiを用いて作られた。テーマソングである「WITH」は公式サイトにおいて配信が行なわれている。

## ゲームステージ
猫村いろは
- イラスト作 OKAMA
  - 説明書にはオーソドックスなステージとある。
  - クリア条件は全ブロックの破壊。

天風みさき
- イラスト作 今泉昭彦
  - シューズの形をしているブロックが配されたスポーティーなイメージのステージ。PSPを縦持ちにし、横長な液晶画面を縦の奥行きとして使ったステージである。
  - クリア条件は全ブロックの破壊。

聖葉リオ
- イラスト作 KEI
  - ブロックとボールのサイズが半分のステージ。ブロック数が他のステージの2倍。また、音符の形をしたブロックは破壊時のSEも一味違う。
  - クリア条件は全ブロックの破壊。

橘みかん
- イラスト作 KEI
  - 空を飛ぶ魔法少女をイメージ。時間経過に伴いブロックが迫ってくる。一定ラインを超えてしまうとゲームオーバー。
  - クリア条件は一定時間以内に全ブロックの破壊。

山邑カリナ
- イラスト作 小梅けいと
  - 農ドルというキャラクター特性に合わせ、ブロックが野菜を模した形である。他のステージとは形状が異なりバーもブロックも曲面であるため跳ね返る方向が分からない。
  - クリア条件は全ブロックの破壊。

マール・キサラギ
- イラスト作 しめ子
  - 海賊をイメージしたステージ。手でボールを弾くボスにボールを当てて倒す事が目的となる。
  - クリア条件はボスの撃破。

蘭道鈴
- イラスト作 黒星紅白
  - ダンジョンでトレジャーハンティング。宝箱の形をしたブロックが配されている。ボールとバーの周りだけにスポットライトが当たるステージである。8秒に一度画面全体が明るくなる。また残機を失った場合も画面全体が確認出来る。
  - クリア条件は全ブロックの破壊。

一花麗流
- イラスト作 西又葵
  - 花屋をイメージしたステージ。配置された花の蕾を模したブロックが配置されたステージとなっている。
  - クリア条件は全ての蕾にボールを当てて花を咲かせること。

真宮・エリザベス・つばさ
- イラスト作 駒都えーじ
  - 生徒会長キティラーに宿題が出された。その宿題とはコンボを決めろというもの。ブロック間だけで連続バウンドするとコンボ数が上昇する。
  - クリア条件は規定数のコンボを成功させること。

水無瀬シズク
- イラスト作 POP
  - DJのシズクが番組へスクーターで向かう際に通り道の交通渋滞を解消するステージ。道路に矢印が配置され、その矢印にボールを当てると矢印が回転し既定の方向へ揃えると交通渋滞が解消する。
  - クリア条件は全矢印を指定された方向へ向けること。

これらのステージ内容は発売前に先行公開された。

## ゲームの仕様

### ボールとバーに関して
- ボールの挙動がおかしい。三十年以上親しまれてきたブロック崩しの常識を覆す、以下のような予測不能な挙動を見せる。
  - ブロックに斜めにぶつかったはずが垂直に降りてくる。ブロックの角に丸みがついているものと推測される。
  - バーの端に当たったはずが、向きが変わらず下に落ち、ミスになる[3]。
- 自機であるバーの移動が異常に遅く、思い通りに動かせない。そのため、ボールの反射を「見てから」では間に合わない。

### クリア特典に関して
- イラストが少なく、また全てが既に各種媒体で使い回されているイラストである。
- 高画質版がPlaystation Networkで50円で全て購入することができる。
- クリアしたらゲットできるイラストも、既に公開済みのものである。
- おまけのウォッチ＆カレンダーで見られる絵も公式サイトの絵に背景を足しただけである。

### ステージに関して
- 多くのステージが、アイテムの貫通を引けばあっさりクリアできる。
- ボールのコントロールが難しいため、当てるたびに90度回転する6つの矢印ブロックを指定の方向に揃えるステージのクリアは運頼みである。
- 破壊できないブロックに守られた砲台[4]が複数出てくるステージがある。
- マールはボスを倒すステージで、中盤からはボスが弾を撃ってくるようになり、最終面は50回当てないと倒せない上に、砲台まである。
- 同じようなブロックをずらっと並べて難易度を嵩上げした、露骨に手を抜いたようなステージ構成がたまにある。

これらの要素が複合したことにより、一部ステージは異常な難易度になっている。
このようなことから、携帯ゲームソフト板におけるクソゲーオブザイヤー2010携帯機部門にて大賞を受賞した。

## ハローキティといっしょ! ブロッククラッシュV
ゲームオリジナルのキティラー「シャルロッテ」と「かのん」や新ギミックを追加したほか、ステージ数は130以上となっている。
6月21日に追加ステージやカスタマイズ機能を追加したヴィクトリーパックが有料配信（500円）され、10月11日にはPS Vita版（ヴィクトリーパック含む）に、50の追加ステージを加えたニンテンドー3DS版『ハローキティといっしょ! ブロッククラッシュZ』が発売された。

### キティラーズ
ブロッククラッシュVから新登場
シャルロッテ
声 - 跡見あい
イラスト - びきに
かのん
声 - 歩河みぃな
イラスト - サークルひとり
クリストファー・W・ハートランド
イラスト - 倉花千夏
桃
イラスト - 森永みるく
香具楽 ノア
イラスト - 西Ｅ田
雅 咲久耶
イラスト - CARNELIAN
ミウ・クロウフォード
イラスト - 藤真拓哉
乃木栖 かんな
イラスト - redjuice
グレイス・J・ディーンスト
イラスト - 伊藤和司
K.T.
イラスト - 9u6o
ナディ=μ=ティア
イラスト - m/g
北条 ミミ
イラスト - KEI
倉嶋 タツキ
イラスト - KEI
雪代 マイ
イラスト - KEI
霧島 萌
イラスト - こげどんぼ*
蓬莱 そるて
イラスト - 原田たけひと

### テーマソング
- OP『ラブロック』
  - 歌 - 猫村 いろは
  - 作曲・作詞 - 藤原章人
  - ギター - 尾嵜啓一
- ED『girls☆girls talk!』
  - 歌 - OS☆U

### コラボ
- スカッとゴルフ パンヤ
- ペーパーマン
- ウイルスシューターXX